# Tim Ryan (homme politique)
Pour les articles homonymes, voir Tim Ryan et Ryan.
Timothy John Ryan dit Tim Ryan, né le 16 juillet 1973 à Niles (Ohio), est un homme politique américain, membre du Parti démocrate.
De 2003 à 2023, il est membre de la Chambre des représentants des États-Unis, représentant successivement le 17e district puis le 13e district  de l'Ohio.

## Biographie
Tim Ryan est originaire de Niles, dans le comté de Trumbull en Ohio. Il est diplômé d'un bachelor of science de l'université d'État de Bowling Green en 1995 puis d'un doctorat en droit de l'université du New Hampshire en 2000. Il travaille parallèlement pour le représentant démocrate James Traficant.
Il est élu au Sénat de l'Ohio en 2000.
Lors des élections de 2002, Ryan se présente à la Chambre des représentants des États-Unis dans le 17e district de l'Ohio. Le district vient d'être redécoupé. Il inclut désormais les villes d'Akron et Youngstown, auparavant représentées par Tom Sawyer (en) et Traficant. Ryan remporte la primaire démocrate avec 41 % des voix, devançant largement Sawyer (27 %), critiqué pour son soutien à l'Accord de libre-échange nord-américain. Lors de l'élection générale, il affronte la républicaine Ann Womer-Benjamin et James Traficant qui, bien que condamné pour corruption et extorsion, se présente en indépendant. Dans un district favorable aux démocrates, Ryan arrive en tête des sondages. Il est élu représentant avec 51,1 % des voix devant Womer-Benjamin (33,7 %) et Traficant (15,2 %). Il est réélu avec plus de 77 % des suffrages en 2004, 2006 et 2008. En 2010, Traficant se présente à nouveau en indépendant. Ryan est cependant reconduit avec 53,9 % des voix devant le républicain Jim Graham (30,1 %) et Traficant (16 %).
Après le recensement de 2010, l'Ohio perd deux sièges à la Chambre des représentants. Le 17e district devient le 13e district, encore plus favorable aux démocrates. Ryan est réélu avec 72,8 % des suffrages en 2012 et 68,5 % en 2014.
Il a envisagé une candidature au Sénat en 2006, au poste de lieutenant-gouverneur en 2010 et de gouverneur en 2014. Il s'est cependant ravisé à chaque fois.
Il remporte un nouveau mandat en 2016 (avec 68 % des suffrages) alors que les démocrates perdent les élections au niveau national. Il choisit alors de se présenter face à Nancy Pelosi pour diriger le groupe démocrate à la Chambre des représentants,. Publiquement soutenu par seulement 12 représentants, il rassemble 63 voix contre 134 pour Pelosi.
Le 4 avril 2019, il annonce sa candidature aux primaires démocrates pour l'élection présidentielle de 2020 mais, ne parvenant à susciter l'intérêt médiatique, se retire de la course le 24 octobre 2019. Il apporte alors son soutien à Joe Biden. Il remporte un dixième mandat à la Chambre des représentants lors des élections de 2020.
Le 26 avril 2021, il annonce sa candidature pour l'élection sénatoriale de 2022 dans l'Ohio. Net vainqueur de la primaire démocrate en mai 2022, il est toutefois battu lors de l'élection générale par le républicain J. D. Vance.

## Positions politiques
Tim Ryan est considéré comme un démocrate modéré. Il s'oppose aux accords de libre-échange et soutient de fortes dépenses militaires. Il est également opposé à l'avortement jusqu'en 2015, invoquant sa foi catholique,.

## Historique électoral

### Chambre des représentants
| Année | Tim Ryan | Rép    | Ind    |
| ----- | -------- | ------ | ------ |
| Année |          |        |        |
| 2002  | 51,1 %   | 33,7 % | 15,2 % |
| 2004  | 77,2 %   | 22,8 % | —      |
| 2006  | 80,3 %   | 19,7 % | —      |
| 2008  | 78,1 %   | 21,9 % | —      |
| 2010  | 53,9 %   | 30,1 % | 16,0 % |
| 2012  | 72,8 %   | 27,2 % | —      |
| 2014  | 68,5 %   | 31,5 % | —      |
| 2016  | 67,6 %   | 32,4 % | —      |
| 2020  | 52,5 %   | 44,9 % |        |